# Флорала (Алабама)
Флорала (англ. Florala) — місто (англ. town) в США, в окрузі Ковінгтон штату Алабама. Населення — 1923 особи (2020).

## Географія
Флорала розташована за координатами 31°1′21″ пн. ш. 86°19′7″ зх. д. / 31.02250° пн. ш. 86.31861° зх. д. (31.022386, -86.318507).  За даними Бюро перепису населення США в 2010 році місто мало площу 28,44 км², з яких 27,28 км² — суходіл та 1,16 км² — водойми.

## Демографія
Згідно з переписом 2010 року, у місті мешкало 1980 осіб у 839 домогосподарствах у складі 514 родин. Густота населення становила 70 осіб/км².  Було 1107 помешкань (39/км²).
Расовий склад населення:
| - 80,1 % — білих - 15,8 % — чорних або афроамериканців - 0,8 % — корінних американців - 0,4 % — азіатів |

До двох чи більше рас належало 2,3 %. Частка іспаномовних становила 2,8 % від усіх жителів.
За віковим діапазоном населення розподілялося таким чином: 21,6 % — особи молодші 18 років, 54,6 % — особи у віці 18—64 років, 23,8 % — особи у віці 65 років та старші. Медіана віку мешканця становила 46,1 року. На 100 осіб жіночої статі у місті припадало 88,0 чоловіків;  на 100 жінок у віці від 18 років та старших — 83,5 чоловіків також старших 18 років.
Середній дохід на одне домашнє господарство  становив 34 847 доларів США (медіана — 25 673), а середній дохід на одну сім'ю — 42 994 долари (медіана — 34 737). Медіана доходів становила 31 172 долари для чоловіків та 20 739 доларів для жінок. За межею бідності перебувало 30,1 % осіб, у тому числі 51,1 % дітей у віці до 18 років та 17,3 % осіб у віці 65 років та старших.
Цивільне працевлаштоване населення становило 682 особи. Основні галузі зайнятості: роздрібна торгівля — 26,1 %, виробництво — 19,2 %, освіта, охорона здоров'я та соціальна допомога — 17,3 %.